# Ia Khươl
Ia Khươl là một xã thuộc tỉnh Gia Lai, Việt Nam.
Xã Ia Khươl có diện tích 91 km², dân số năm 2020 là 7.357 người, mật độ dân số đạt 80 người/km².